# Motomondiale 1954
La stagione 1954 è stata la sesta del Motomondiale; il numero di prove in calendario rimase invariato rispetto all'anno precedente con 9 gran premi, tutti disputati in Europa.
La serie di gare valevoli per il titolo mondiale ebbe due prologhi, il primo in Brasile per una edizione del GP del Brasile senza validità per il campionato, svoltasi in febbraio e con strascichi polemici; la seconda prova avvenne invece sul circuito di Imola inaugurato nel 1953 e sperimentato alle gare motociclistiche internazionali pochi mesi addietro, con la prima edizione della Coppa d'Oro Shell.

## Il contesto
Il debutto ufficiale della stagione avvenne invece con il Gran Premio motociclistico di Francia il 30 maggio, seguito dal Tourist Trophy che si è svolto tra il 14 e il 19 giugno. Proprio quest'ultimo vide entrare in gara anche la Classe 125 e i sidecar che nel primo GP non avevano concorso; tra l'altro l'apparizione dei sidecar sul circuito dell'Isola di Man rappresenta il ritorno di questa tipologia dopo un'assenza che durava dal 1925.
Il sistema di punteggio prevedeva l'assegnazione di punti ai primi 6 classificati, premiati rispettivamente con 8, 6, 4, 3, 2 e 1 punto; per il punteggio finale venivano presi in considerazione i migliori risultati nella metà+1 delle gare (cioè i migliori 5 per le prime due classi e 4 per le altre).
Al termine delle 9 prove in programma per le due classi maggiori (in effetti per la 500 furono solo 8 dato l'annullamento dei risultati del GP dell'Ulster al termine della stagione), delle 7 della Classe 250 e delle 6 disputate dalle 125 e dai sidecar, i campioni mondiali furono Geoff Duke per la Classe 500, Fergus Anderson per la Classe 350, Werner Haas per la Classe 250, di Rupert Hollaus per la Classe 125 e la coppia Wilhelm Noll / Fritz Cron per i sidecar.
Tutta la stagione sportiva fu caratterizzata da fortissime polemiche tra la Federazione Internazionale di Motociclismo e le case motociclistiche che lamentavano un'organizzazione troppo dispendiosa del Motomondiale, con particolare riferimento all'eccessivo numero di gare. Inoltre, per dare maggior risalto alle proprie vittorie, chiedevano di abolire l'assegnazione del titolo piloti e assegnare solo il campionato costruttori. In seguito ai disaccordi, i costruttori tedeschi e inglesi minacciarono di ritirarsi dal campionato se le loro richieste non fossero state soddisfatte; per tutta risposta la FIM decise di non assegnare il titolo costruttori per la stagione eliminando l'articolo corrispondente dal regolamento ufficiale. Il trofeo fu comunque reintrodotto l'anno successivo.
Tra gli effetti di queste tensioni tra tutte le parti in causa vi furono ad esempio la mancata partecipazione di buona parte delle case ufficiali al GP di Francia, il ritiro ufficiale al termine della stagione da parte della NSU nonché della Adler, una sospensione a tempo indeterminato per il campione del mondo della 350 Fergus Anderson con sanzione revocata solo in un secondo tempo, l'annullamento della gara delle 500 nel GP dell'Ulster.
Al termine della stagione di gare, dei quattro campioni del mondo in singolo, solo Duke continuò nell'attività di pilota, infatti annunciarono il loro ritiro dalle competizioni motociclistiche sia Fergus Anderson, sia Werner Haas, con il primo che passò alla direzione tecnica della Moto Guzzi.

## Il calendario
| Data         | Gran Premio      | Circuito         | Vincitore 500   | Vincitore 350   | Vincitore 250  | Vincitore 125     | Vincitore sidecar       | Resoconto |
| ------------ | ---------------- | ---------------- | --------------- | --------------- | -------------- | ----------------- | ----------------------- | --------- |
| 30 maggio    | GP di Francia    | Reims            | Pierre Monneret | Pierre Monneret | Werner Haas    |                   |                         | Resoconto |
| 14 giugno    | Tourist Trophy   | Mountain Circuit | Ray Amm         | Rod Coleman     | Werner Haas    | Rupert Hollaus    | Eric Oliver Les Nutt    | Resoconto |
| 24 giugno    | GP dell'Ulster   | Dundrod          | Ray Amm         | Ray Amm         | Werner Haas    | Rupert Hollaus    | Eric Oliver Les Nutt    | Resoconto |
| 4 luglio     | GP del Belgio    | Spa              | Geoff Duke      | Ken Kavanagh    |                |                   | Eric Oliver Les Nutt    | Resoconto |
| 10 luglio    | GP d'Olanda      | Assen            | Geoff Duke      | Fergus Anderson | Werner Haas    | Rupert Hollaus    |                         | Resoconto |
| 25 luglio    | GP di Germania   | Solitude         | Geoff Duke      | Ray Amm         | Werner Haas    | Rupert Hollaus    | Wilhelm Noll Fritz Cron | Resoconto |
| 21 agosto    | GP di Svizzera   | Bremgarten       | Geoff Duke      | Fergus Anderson | Rupert Hollaus |                   | Wilhelm Noll Fritz Cron | Resoconto |
| 12 settembre | GP delle Nazioni | Monza            | Geoff Duke      | Fergus Anderson | Arthur Wheeler | Guido Sala        | Wilhelm Noll Fritz Cron | Resoconto |
| 3 ottobre    | GP di Spagna     | Montjuïc         | Dickie Dale     | Fergus Anderson |                | Tarquinio Provini |                         | Resoconto |

## Sistema di punteggio e legenda
| Pos.  | 1 | 2 | 3 | 4 | 5 | 6 | 7> |
| ----- | - | - | - | - | - | - | -- |
| Punti | 8 | 6 | 4 | 3 | 2 | 1 | 0  |

## Le classi

### Classe 500
Nel 1954 al via della classe regina erano presenti in forma ufficiale 5 case motociclistiche, le britanniche Norton e AJS e le italiane Gilera, Moto Guzzi e MV Agusta; dopo un inizio con vittorie nei singoli gran premi distribuite tra Pierre Monneret su Gilera (nel Gran Premio motociclistico di Francia peraltro disertato da diverse case ufficiali) e da Ray Amm su Norton, Geoff Duke inanellò una serie di 5 successi consecutivi che gli consentirono di aggiudicarsi agevolmente il titolo a bordo della sua Gilera.
Inizialmente il calendario prevedeva la presenza della 500 in tutti i gran premi stagionali, quello dell'Ulster venne però interrotto prima del suo termine a causa delle avverse condizioni meteorologiche e il risultato venne annullato a tavolino per la mancanza della percorrenza minima statuita dal regolamento.

Classifica piloti (prime 5 posizioni)
| Pos. | Pilota        | Moto       |     |     |    |     |     |    |     |   |   | P.ti    |
| ---- | ------------- | ---------- | --- | --- | -- | --- | --- | -- | --- | - | - | ------- |
| 1    | Geoffrey Duke | Gilera     | 12  | 2   | AN | 1   | 1   | 1  | 1   | 1 |   | 40 (46) |
| 2    | Ray Amm       | Norton     |     | 1   | AN | Rit | Rit | 2  | 2   | 7 |   | 20      |
| 3    | Ken Kavanagh  | Moto Guzzi |     | Rit | AN | 2   | Rit | 4  | Rit | 6 | 2 | 16      |
| 4    | Dickie Dale   | MV Agusta  |     | 7   | AN |     | 5   | 20 |     | 4 | 1 | 13      |
| 5    | Reg Armstrong | Gilera     | Rit | 4   | AN | Rit | Rit | 3  | 3   | 5 |   | 13      |
| Pos. | Pilota        | Moto       |     |     |    |     |     |    |     |   |   | P.ti    |

| Legenda                                                                        | 1º posto        | 2º posto        | 3º posto | A punti      | Senza punti        | Grassetto=Pole position Corsivo=Giro più veloce |
| Legenda                                                                        | Gara non valida | Non qualificato | Ritirato | Squalificato | "-" Dato non disp. | Grassetto=Pole position Corsivo=Giro più veloce |
| Fonte dei dati: motogp.com, racingmemo.free.fr, autosport.com, jumpingjack.nl. |                 |                 |          |              |                    |                                                 |

### Classe 350
A 45 anni e 215 giorni, al termine del Gran Premio motociclistico delle Nazioni, Fergus Anderson si aggiudicò matematicamente il titolo delle 350; al termine della stagione annunciò il suo ritiro dalle competizioni per passare a dirigere la squadra corse della Moto Guzzi, squadra con cui aveva appena ottenuto il suo secondo titolo mondiale consecutivo (tale ritiro non si rivelò poi definitivo, ma il suo ritorno in corsa due anni dopo si rivelò fatale per il pilota stesso).
Questa fu l'unica classe disputata in tutti i gran premi della stagione.

Classifica piloti (prime 5 posizioni)
| Pos. | Pilota            | Moto       |   |     |   |   |   |     |   |     |     | P.ti |
| ---- | ----------------- | ---------- | - | --- | - | - | - | --- | - | --- | --- | ---- |
| 1    | Fergus Anderson   | Moto Guzzi | - | Rit |   | 2 | 1 | Rit | 1 | 1   | 1   | 38   |
| 2    | Ray Amm           | Norton     | - | Rit | 1 | - | - | 1   | 3 | 5   | -   | 22   |
| 3    | Rod Coleman       | AJS        | - | 1   | - | - | 3 | 2   | 5 | Rit | -   | 20   |
| 4    | Ken Kavanagh      | Moto Guzzi | - | Rit |   | 1 | - | Rit | 2 | 3   | Rit | 18   |
| 5    | Enrico Lorenzetti | Moto Guzzi | - |     |   | 4 | 2 | Rit | 7 | 2   | -   | 15   |
| Pos. | Pilota            | Moto       |   |     |   |   |   |     |   |     |     | P.ti |

| Legenda                                                                        | 1º posto        | 2º posto        | 3º posto | A punti      | Senza punti        | Grassetto=Pole position Corsivo=Giro più veloce |
| Legenda                                                                        | Gara non valida | Non qualificato | Ritirato | Squalificato | "-" Dato non disp. | Grassetto=Pole position Corsivo=Giro più veloce |
| Fonte dei dati: motogp.com, racingmemo.free.fr, autosport.com, jumpingjack.nl. |                 |                 |          |              |                    |                                                 |

### Classe 250
Come già in classe 350, anche nella 250 si ripeté lo stesso risultato dell'anno precedente con il titolo che venne ottenuto da Werner Haas su NSU; la casa motociclistica tedesca piazzò tre suoi piloti nelle prime tre posizioni, lasciando all'avversaria Moto Guzzi solo il successo nel Gran Premio motociclistico delle Nazioni (ottenuto con Arthur Wheeler); proprio in questo gran premio però le motociclette tedesche non presero il via in segno di lutto per la morte in prova di Rupert Hollaus.
Hollaus, che ottenne peraltro il titolo nella classe 125, risultò anche al secondo posto in classifica in questa classe.

Classifica piloti (prime 5 posizioni)
| Pos. | Pilota              | Moto       |   |   |   |    |   |    |     |   |    | P.ti    |
| ---- | ------------------- | ---------- | - | - | - | -- | - | -- | --- | - | -- | ------- |
| 1    | Werner Haas         | NSU        | 1 | 1 | 1 | NE | 1 | 1  | Rit |   | NE | 32 (40) |
| 2    | Rupert Hollaus      | NSU        | 3 | 2 | - | NE | 2 | 2  | 1   |   | NE | 26 (30) |
| 3    | Hermann Paul Müller | NSU        | 2 | 4 | 3 | NE | 5 | 14 | 3   |   | NE | 17 (19) |
| 4    | Arthur Wheeler      | Moto Guzzi | - | 7 | 4 | NE | 6 | 4  | -   | 1 | NE | 15      |
| 5    | Hans Baltisberger   | NSU        | 4 | 6 | 2 | NE | 3 | -  | -   | - | NE | 14      |
| Pos. | Pilota              | Moto       |   |   |   |    |   |    |     |   |    | P.ti    |

| Legenda                                                                        | 1º posto        | 2º posto        | 3º posto | A punti      | Senza punti        | Grassetto=Pole position Corsivo=Giro più veloce |
| Legenda                                                                        | Gara non valida | Non qualificato | Ritirato | Squalificato | "-" Dato non disp. | Grassetto=Pole position Corsivo=Giro più veloce |
| Fonte dei dati: motogp.com, racingmemo.free.fr, autosport.com, jumpingjack.nl. |                 |                 |          |              |                    |                                                 |

### Classe 125

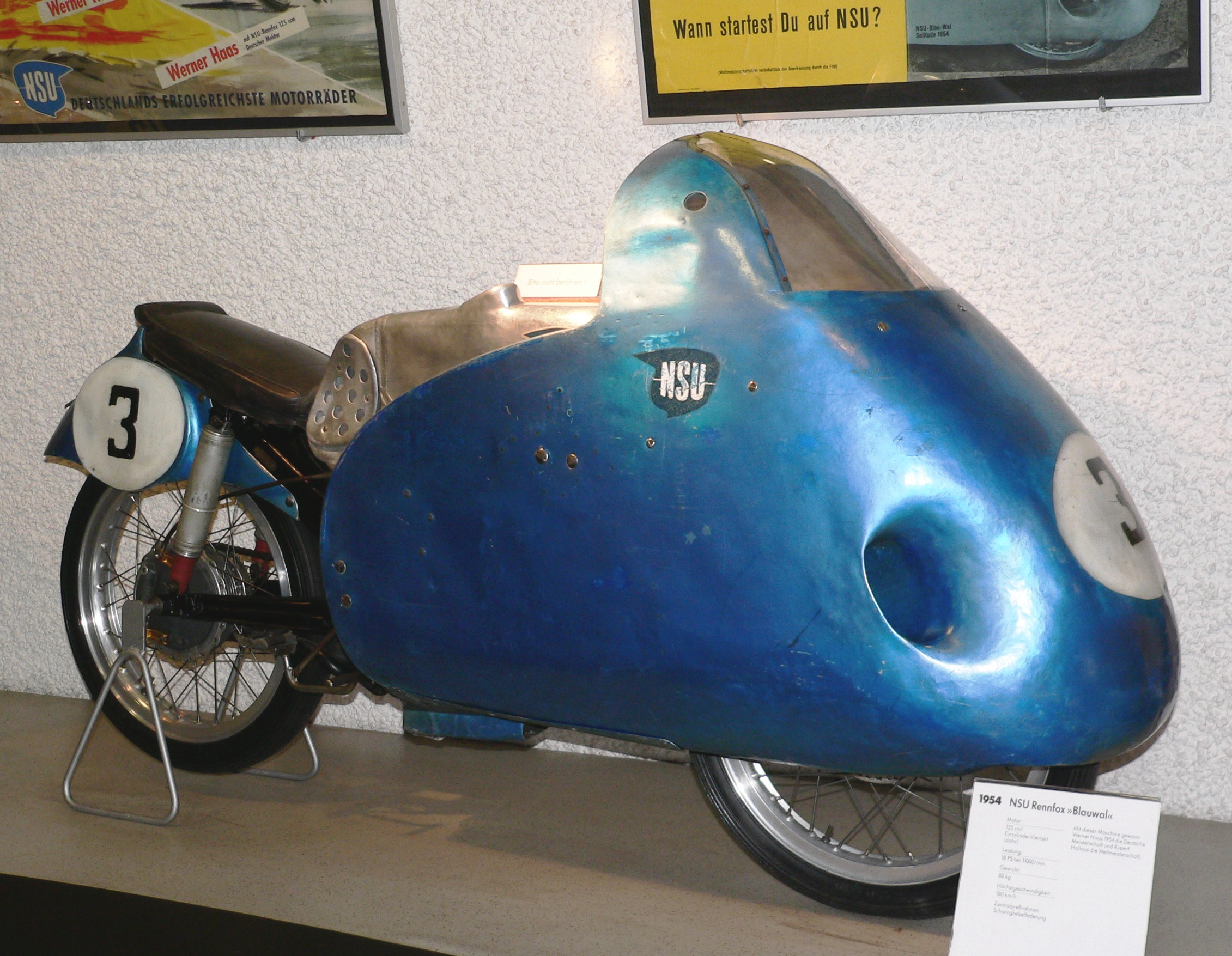
La NSU 125 con cui venne ottenuto il titolo del 1954.

Nella Classe 125 il titolo venne conquistato, con anticipo, dal pilota austriaco Rupert Hollaus che raggiunse la matematica certezza del titolo sin dal GP di Germania, ma che non poté festeggiarlo poiché perse la vita durante le prove del GP delle Nazioni di quell'anno, penultima gara della stagione (similmente a quanto avverrà al connazionale Jochen Rindt nel 1970 in Formula 1).
Le uniche vittorie non di Hollaus e ottenute dopo il suo decesso furono quelle di Guido Sala su una MV Agusta e quella di Tarquinio Provini su una FB Mondial. Queste due vittorie furono anche le uniche ottenute da piloti italiani in tutto il motomondiale di quell'anno.
Alle spalle di Hollaus in classifica, pur senza successi parziali nei gran premi ma grazie ad una regolarità di rendimento, si piazzarono Carlo Ubbiali su MV Agusta e il compagno di squadra in NSU Hermann Paul Müller.

Classifica piloti (prime 5 posizioni)
| Pos. | Pilota              | Moto       |    |     |   |    |   |   |    |   |     | P.ti |
| ---- | ------------------- | ---------- | -- | --- | - | -- | - | - | -- | - | --- | ---- |
| 1    | Rupert Hollaus      | NSU        | NE | 1   | 1 | NE | 1 | 1 | NE | † |     | 32   |
| 2    | Carlo Ubbiali       | MV Agusta  | NE | 2   | - | NE | 3 | 3 | NE | 3 | Rit | 18   |
| 3    | Hermann Paul Müller | NSU        | NE | Rit | 2 | NE | 2 | 4 | NE |   | -   | 15   |
| 4    | Tarquinio Provini   | FB Mondial | NE |     | - | NE | - | - | NE | 2 | 1   | 14   |
| 5    | Werner Haas         | NSU        | NE | Rit | 4 | NE | 5 | 2 | NE |   | -   | 11   |
| Pos. | Pilota              | Moto       |    |     |   |    |   |   |    |   |     | P.ti |

| Legenda                                                                        | 1º posto        | 2º posto        | 3º posto | A punti      | Senza punti        | Grassetto=Pole position Corsivo=Giro più veloce |
| Legenda                                                                        | Gara non valida | Non qualificato | Ritirato | Squalificato | "-" Dato non disp. | Grassetto=Pole position Corsivo=Giro più veloce |
| Fonte dei dati: motogp.com, racingmemo.free.fr, autosport.com, jumpingjack.nl. |                 |                 |          |              |                    |                                                 |

### Classe sidecar
Le vittorie nelle 6 prove disputate dalle motocarrozzette furono equamente divise tra le coppie Wilhelm Noll/Fritz Cron e Eric Oliver/Les Nutt; questi ultimi si aggiudicarono le prime 3 gare ma, quando sembravano destinati al titolo, a causa di un incidente occorso in una gara fuori campionato dovettero lasciare il passo alla coppia che gareggiava su una BMW e che ottenne il titolo. Fu questo il primo di quella che diventerà una lunga serie di vittorie per la casa tedesca.

Classifica equipaggi (prime 5 posizioni)
| Pos. | Pilota                            | Moto   |    |     |   |   |    |     |     |   |    | P.ti    |
| ---- | --------------------------------- | ------ | -- | --- | - | - | -- | --- | --- | - | -- | ------- |
| 1    | Wilhelm Noll/Fritz Cron           | BMW    | NE | 3   | 3 | 2 | NE | 1   | 1   | 1 | NE | 30 (38) |
| 2    | Eric Oliver/Les Nutt              | Norton | NE | 1   | 1 | 1 | NE | INF | 5   | - | NE | 26      |
| 3    | Cyril Smith/Stanley Dibben        | Norton | NE | Rit | 2 | 3 | NE | 3   | 2   | 2 | NE | 22 (26) |
| 4    | Walter Schneider/Hans Strauß      | BMW    | NE | 4   | 5 | 5 | NE | 2   | 4   | - | NE | 14 (16) |
| 5    | Fritz Hillebrand/Manfred Grunwald | BMW    | NE | 2   | 4 | 4 | NE | -   | Rit | 5 | NE | 14      |
| Pos. | Pilota                            | Moto   |    |     |   |   |    |     |     |   |    | P.ti    |

| Legenda                                                                        | 1º posto        | 2º posto        | 3º posto | A punti      | Senza punti        | Grassetto=Pole position Corsivo=Giro più veloce |
| Legenda                                                                        | Gara non valida | Non qualificato | Ritirato | Squalificato | "-" Dato non disp. | Grassetto=Pole position Corsivo=Giro più veloce |
| Fonte dei dati: motogp.com, racingmemo.free.fr, autosport.com, jumpingjack.nl. |                 |                 |          |              |                    |                                                 |